# Alfred Inzinger

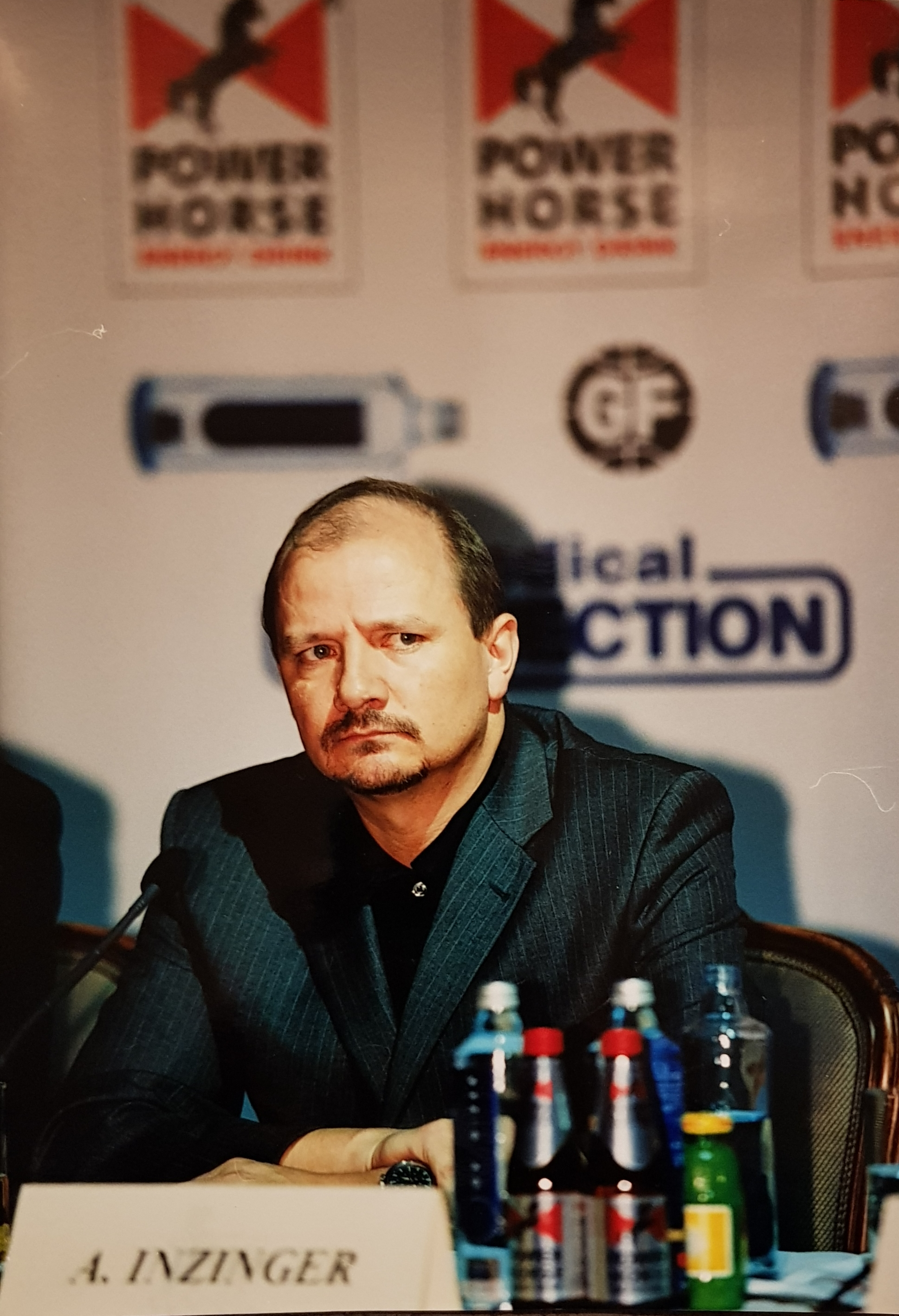
Alfred Inzinger (2001)

Alfred Inzinger (* 1960 in Kärnten) ist ein österreichischer Unternehmer, Manager, ehemaliger Fußballspieler und ehemaliger Motorsport-Teambesitzer.

## Leben
In jungen Jahren war Inzinger Fußballer, Station machte er u. a. 1980 beim FC Zürich 1981 beim SAK (Salzburger Athletiksport-Klub 1914) und zuletzt in der Regionalliga West beim USK Anif, wo er 1982 seine Karriere beendete.
Inzinger gründete 1989 die Pantitan Medizinische Spezialprodukte AG. Mit dieser entwickelte er (gemeinsam mit dem Mediziner Peter Bösch) das erste österreichische zementfreie Hüftgelenk und vermarktete dieses. Diese Firma verkaufte Inzinger später an die Schweizer Stratec Medical GmbH.
1991 gründete Inzinger gemeinsam mit dem Fußballer Franz Wohlfahrt die WIP - Wohlfahrt Inzinger u. Partner Sportagentur. Diese initiierte das Snowboard-Event „Silvester Big Air“ vor dem Wiener Riesenrad. Die Veranstaltung war in den 1990er Jahren eines der größten Tagesevents mit bis zu 130.000 Besuchern in Europa. WIP war zudem Veranstalter der Beach-Soccer-Turniere in Österreich und machte das Spielermanagement u. a. von Franz Wohlfahrt.
Alfred Inzinger war Besitzer einiger Handelsunternehmen (Power Horse International Handels GmbH) mit Standorten und Niederlassungen in Österreich, den USA (Power Horse North America Llc) und im Mittleren Osten (Power Horse Middle East), die von 1997 bis 2003 den Energydrink Power Horse vertrieben. Er hatte die Vermarktungs- und Vertriebsrechte dafür von der Firma Spitz 1997 erworben und den internationalen Vertrieb von Power Horse im großen Stil gestartet. Inzinger, von dem im Schatten des Weltmarktführers kaum jemand Notiz nahm, setzte 90 % Prozent in islamischen Staaten um. Seine Zuwachsrate lag bei 250 % pro Jahr. Die Zusammenarbeit zwischen Spitz und Inzinger endete aufgrund einiger Ungereimtheiten, wie u. a. die Tageszeitung Der Standard damals berichtete. Unter anderem wurde berichtet, dass gegen das Unternehmen Inzingers wegen diverser Wirtschaftsdelikte ermittelt werde. Nachdem Inzingers Vertriebsfirma in Zahlungsrückstände von mehreren Millionen Euro geraten sei, habe die Spitz GmbH die Geschäftsverbindung mit dem Unternehmen beendet. Dies zog einen jahrelangen Rechtsstreit nach sich- letztendlich entschieden die Gerichte zugunsten der Firma Spitz.
2001 war Inzinger Generalsponsor der „World Awards“ von Michail Gorbatschow in der Wiener Hofburg. Gäste waren u. a. Ted Turner, Luciano Pavarotti und Sir Richard Branson.
Inzinger war gemeinsam mit Egon Putzi und Harald Rohrer Investor bei der von Steven Spielberg gegründeten GameWorks und Gesellschafter beim 2700-m²-Standort in der Wiener Mariahilferstraße, der 2001 eröffnet und bereits 2002 geschlossen wurde.

## Zitat
„Aber bevor ich als Verlierer hier weggeh’, müssen’s mich raustragen.“

## Motorsport
Inzinger gründete mehrere Motorsportteams, darunter 1993 Promotor Racing, wo er als Teamchef fungierte. Mit dem Promotor-Team gelang es ihm, 1995, im zweiten Jahr des Bestehens, mit Troy Corser die Vizeweltmeisterschaft, und 1996 den WM-Titel in der Superbike-Weltmeisterschaft zu erringen. Promotor schlug dabei als Privatteam das Ducati-Werksteam. Promotor Racing hatte 25 bis 30 Beschäftigte. Wie Fachmedien damals berichteten, geriet das Team 1997 in wirtschaftliche Schieflage und stand nach wenigen Rennen vor dem aus.
Der Kärntner Achim Mörtl fuhr im Jahr 2001 WM-Rallyes (z. B. Rallye Korsika) für das Promotor-Team von Alfred Inzinger auf einem Subaru.
Inzinger war zudem 1996 und 1997 mit Power Horse Sponsor und Miteigentümer des Formel-1-Teams Arrows unter Teamchef Tom Walkinshaw.
1995/96 hatte Alfred Inzinger eine Kolumne im Magazin „Der Reitwagen“ mit dem Titel „Inzinger Spricht“. 2010 war Inzinger Geschäftsführer des Teams Reitwagen-BMW in der Superbike-Weltmeisterschaft. Das Team war vor dem dritten Saisonrennen in Valencia pleite.